# لاندا تلسکوپ

نقشه کشیده شده ای که در آن لاندا تلسکوپ قرار دارد

لاندا تلسکوپ یک ستاره است که در صورت فلکی تلسکوپ قرار دارد.